# Katedrala sv. Bonaventure u Banjoj Luci
Katedrala svetog Bonaventure je katedralna crkva Banjalučke biskupije te jedna od četiri katoličke katedrale u Bosni i Hercegovini uz one u Sarajevu (Presvetoga Srca Isusova), Mostaru (Marije Majke Crkve) i Trebinju (Rođenja Blažene Djevice Marije ili Male Gospe).

## Izgradnja
Mjesec dana nakon što je došao u Banju Luku, fra Marijan Marković 16. srpnja 1884. polaže kamen temeljac prve katedrale na zemljištu koje je dala Zemaljska vlada iz Sarajeva. Gradnja je stajala tadašnjih 26 000 forinti, a završena je 1887. uz pomoć mnogobrojnih darovatelja, a posebno trapista iz samostana Marija Zvijezda. Usporedno s njom, građen je i biskupski dvor. Katedrala je teško oštećena u potresu 1969. i morala je biti srušena.
Na mjestu stare katedrale 1973. je izgrađena današnja katedrala. Gradnja zvonika je dovršena 1990. Konačno je dovršena i temeljito obnovljena 2001. u prigodi 120. obljetnice osnutka biskupije.

## Vanjske poveznice
- Katedrala svetog Bonaventure  Arhivirana inačica izvorne stranice od 27. srpnja 2013. (Wayback Machine)